# リニアブルーを聴きながら
「リニアブルーを聴きながら」（リニアブルーをききながら）は、UNISON SQUARE GARDENの楽曲。同グループ7枚目のシングルとして2012年9月19日にトイズファクトリーから発売された。

## 解説
前作「流星のスコール」から2ヶ月弱でのリリース。シングルとしては過去最短の間隔でのリリースとなる。
初回生産限定盤はタイトル曲のビデオクリップおよびメンバーのソロ映像で作られたスペシャルムービーを収録したDVDが付属する。
オリコン週間シングルチャートでは初登場8位を記録、初のトップ10入りを果たした。また、Billboardの「Hot Animation」チャートでは2012年10月1日付で1位を獲得している。

## 楽曲について
リニアブルーを聴きながら
タイトル曲はアニメ映画『劇場版 TIGER & BUNNY -The Beginning-』主題歌として書き下ろされた楽曲。
「リニアブルー」は造語。田淵は「映画と共に愛してもらえればと思い、大切な言葉を音に詰めた曲。"ココデオワルハズガ"なかった僕らに残されたものはなんなのか、自分なりの答えを書いた」と話している。なお、田淵は「劇場版の主題歌になるかもしれない」という話があった時より当曲をストックしていたという。
さわれない歌
編曲協力として小林康太 (やしきん)が参加している。
10周年記念アルバム『DUGOUT ACCIDENT』および15周年記念B面集アルバム『Bee side Sea side 〜B-side Collection Album〜』に原曲のまま収録。
歌詞はUNISON SQUARE GARDENのスタンスを表している。
三日月の夜の真ん中
「スカースデイル」以来2曲目となる斎藤が作詞・作曲を手掛けた曲。
15周年記念B面集アルバム『Bee side Sea side 〜B-side Collection Album〜』では再ミックスのうえ収録されている。
ラブソングは突然に ～What is the name of that mystery？～
15周年記念B面集アルバム『Bee side Sea side 〜B-side Collection Album〜』に原曲のまま収録。

## 収録曲

### CD
| 全編曲: UNISON SQUARE GARDEN、編曲協力：小林康太（#2）。 | |            |       |
| #                                                        | タイトル | 作詞・作曲 | 時間  |
| 1.                                                       | 「リニアブルーを聴きながら」(松竹／ティ・ジョイ配給アニメ映画『劇場版 TIGER & BUNNY -The Beginning-』主題歌) | 田淵智也   | 4:57  |
| 2.                                                       | 「さわれない歌」                                                                                             | 田淵智也   | 5:14  |
| 3.                                                       | 「三日月の夜の真ん中」                                                                                       | 斎藤宏介   | 4:33  |
| 4.                                                       | 「ラブソングは突然に ～What is the name of that mystery？～」                                                | 田淵智也   | 3:55  |
| 合計時間:                                                | 合計時間: | 合計時間:  | 18:40 |

### DVD（初回生産限定盤のみ）
| #  | タイトル                                                     | 作詞 | 作曲・編曲 |
| -- | ------------------------------------------------------------ | ---- | ---------- |
| 1. | 「「リニアブルーを聴きながら」MV」                           |      |            |
| 2. | 「リニアブルーを聴きながら (Special Movie Solo Shot Ver.）」 |      |            |